# Hibiki (tàu khu trục Nhật)
Hibiki (tiếng Nhật: 響) là một tàu khu trục hạng nhất của Hải quân Đế quốc Nhật Bản, thuộc lớp Fubuki, (cũng là chiếc thứ hai trong lớp Akatsuki nếu như xem đây là một lớp tàu riêng biệt), được chế tạo trong giai đoạn giữa hai cuộc thế chiến. Khi được đưa vào hoạt động, những con tàu này là những tàu khu trục mạnh mẽ nhất thế giới. Chúng phục vụ như những tàu khu trục hàng đầu trong những năm 1930, và tiếp tục là những vũ khí lợi hại trong cuộc Chiến tranh Thái Bình Dương.

## Thiết kế và chế tạo
Việc chế tạo lớp tàu khu trục Fubuki tiên tiến được chấp thuận vào năm tài chính 1923 như một phần của chương trình có tham vọng cung cấp cho Hải quân Đế quốc Nhật Bản một ưu thế về chất lượng so với những tàu chiến hiện đại nhất của thế giới. Khả năng thể hiện của lớp Fubuki là một bước nhảy vọt so với các thiết kế tàu khu trục trước đó, nên chúng được gọi là các "tàu khu trục đặc biệt" (tiếng Nhật: 特型 - Tokugata). Kích thước lớn, động cơ mạnh mẽ, tốc độ cao, bán kính hoạt động lớn và vũ khí trang bị mạnh chưa từng có khiến cho các tàu khu trục này có được hỏa lực tương đương nhiều tàu tuần dương hạng nhẹ của hải quân các nước khác. Lớp phụ Akatsuki là một phiên bản cải tiến của Fubuki, có dáng vẽ bên ngoài hầu như giống nhau, nhưng tích hợp những thay đổi trong hệ thống động lực.
Hibiki, được chế tạo tại xưởng hải quân Maizuru ở Osaka, là chiếc thứ hai trong loạt tàu cải tiến Kiểu III dựa trên Fubuki, bao gồm kiểu tháp pháo có thể nâng các khẩu pháo chính 127 mm (5 inch)/50 caliber Kiểu 3 lên một góc 75° so với nguyên thủy 40°, cho phép sử dụng chúng như pháo lưỡng dụng có thể chống lại máy bay. Hibiki được đặt lườn vào ngày 21 tháng 2 năm 1930. Nó được hạ thủy vào ngày 16 tháng 6 năm 1932 và đưa ra hoạt động vào ngày 31 tháng 3 năm 1933.

## Lịch sử hoạt động
Sau khi hoàn tất, cùng với các tàu khu trục chị em Inazuma, Akatsuki và Ikazuchi, Hibiki được phân về Hải đội Khu trục 6 thuộc Hạm đội 1 Hải quân Đế quốc Nhật Bản và tham gia các hoạt động trong cuộc Chiến tranh Trung-Nhật. Giống như những chiếc cùng kiểu, nó được cải biến vào giữa những năm 1930 nhằm khắc phục những khiếm khuyết trong thiết kế đồng thời để nâng cao đặc tính chiến đấu.
Vào lúc xảy ra cuộc tấn công Trân Châu Cảng, Hibiki được phân về Hải đội Khu trục 6 của Đội khu trục 1 thuộc Hạm đội 1 Hải quân Đế quốc Nhật Bản, và đã được bố trí từ Quân khu Hải quân Mako để hỗ trợ cho Lực lượng Viễn chinh Phương Nam của Đô đốc Nobutake Kondō tiến hành các chiến dịch đổ bộ lên Malaya và chiếm đóng Philippines, tiếp tục hỗ trợ các hoạt động tiếp theo tại Philippine cho đến cuối tháng 3 năm 1942.
Sau khi quay trở về Xưởng hải quân Yokosuka để sửa chữa vào tháng 4 năm 1942, Hibiki được phân công hoạt động tại vùng biển phía Bắc. Nó được bố trí từ Quân khu Bảo vệ Ōminato để hỗ trợ cho Lực lượng Phía Bắc của Đô đốc Boshirō Hosogaya chiếm đóng đảo Kiska trong Chiến dịch Quần đảo Aleut vào tháng 5 và tháng 6 năm 1942. Nó bị hư hại vào ngày 12 tháng 6 tại Kiska bởi một cuộc tấn công của các thủy phi cơ PBY Catalina của Hải quân Hoa Kỳ, và bị buộc phải rút lui Ōminato vào cuối tháng 6. Công việc sửa chữa tại Yokosuka kéo dài cho đến tháng 10.
Từ tháng 11 năm 1942 đến cuối tháng 4 năm 1943, Hibiki phục vụ như là tàu hộ tống cho các tàu sân bay Unyō và Taiyō trong nhiều nhiệm vụ khác nhau giữa Yokosuka and Truk, ngoại trừ thời gian một tháng trải qua trong ụ tàu tại Yokosuka vào tháng 1 năm 1943. Từ tháng 5 năm 1943, Hibiki quay trở lại các vùng biển phía Bắc, tuần tra ngoài khơi bờ biển Hokkaidō và quần đảo Kurile. Sau đó Hibiki đã trợ giúp vào việc triệt thoái lực lượng Nhật Bản còn lại tại quần đảo Aleut trong suốt tháng 8.
Sau khi được bảo trì tại Yokosuka vào tháng 9, Hibiki được gửi đến Thượng Hải, nơi nó hộ tống một đoàn tàu chuyển binh lính đến Truk và Rabaul. Cho đến cuối tháng 11, nó được phân công hộ tống các đoàn tàu vận tải chở dầu giữa Balikpapan, Singapore và Truk; cũng như nhiệm vụ vận tải tốc độ cao giữa Truk, Ponape và nhiều đảo khác nhau trong quần đảo Caroline. Nó đã cứu vớt những người còn sống sót từ chiếc tàu chở dầu Terukawa Maru bị trúng ngư lôi vào ngày 21 tháng 12. Từ cuối tháng 12 năm 1943 đến tháng 4 năm 1944, Hibiki hoạt động hộ tống cho các tàu sân bay Hiyō, Ryūhō và Chiyoda trong nhiều nhiệm vụ khác nhau tại khu vực Tây Thái Bình Dương và Đông Ấn thuộc Hà Lan. Nó quay trở về Xưởng hải quân Kure để bảo trì vào tháng 4, trong đó nhiều vũ khí phòng không được bổ sung vào chỗ một tháp pháo chính được tháo bỏ.
Trong tháng 5 và tháng 6 năm 1944, Hibiki hộ tống các đoàn tàu vận tải chở dầu. Vào ngày 14 tháng 5, nó đã cứu vớt 125 người sống sót từ tàu khu trục chị em Inazuma bị trúng ngư lôi. Trong Trận chiến biển Philippine, Hibiki được bố trí về Lực lượng Tiếp tế thứ nhất, và đã chịu đựng thiệt hại nhẹ cùng hai người thiệt mạng do các đợt tấn công bắn phá của máy bay Mỹ.
Trong tháng 8, Hibiki hộ tống hai đoàn tàu vận tải từ Moji đến Cao Hùng và Okinawa. Vào tháng 9, sau khi rời Cao Hùng cùng một đoàn tàu vận tải hướng đến Manila, Hibiki trúng phải ngư lôi phóng từ tàu ngầm Mỹ USS Hake. Vụ nổ gần như phá hủy toàn bộ mũi tàu, và nó phải rút lui về Yokosuka để sửa chữa.
Vào ngày 25 tháng 1 năm 1945, Hibiki được phân về Hải đội Khu trục 7 thuộc Hạm đội 2 Hải quân Đế quốc Nhật Bản, nhưng được giữ lại vùng biển Nội địa Nhật Bản. Sau đó nó được tái bố trí đến Hạm đội Hộ tống thứ nhất vào tháng 5, và được chuyển đến Quân khu Hải quân Kure, nơi nó hoạt động như một tàu bảo vệ cho đến khi Nhật Bản đầu hàng. Sau khi chiến tranh kết thúc, nó được giải giáp và được sử dụng như một tàu hồi hương. Hibiki được rút khỏi danh sách Đăng bạ Hải quân vào ngày 5 tháng 10 năm 1945.

## Phục vụ cùng Hải quân Xô Viết
Vào ngày 5 tháng 4 năm 1947, Hibiki được chuyển giao cho Liên Xô tại Nahodka như một chiến lợi phẩm, và đưa vào hoạt động cùng Hải quân Liên Xô dưới tên gọi Verniy (Верный), sau khi được tái vũ trang bằng vũ khí do Xô Viết chế tạo: 6 pháo 130 mm, 7 pháo 25 mm, 4 đến 6 súng máy 12,7 mm và 6 ống phóng ngư lôi 533 mm. Nó được đưa ra phục vụ cùng Hạm đội Thái Bình Dương Liên Xô đặt căn cứ tại Vladivostok từ ngày 7 tháng 7 năm 1947. Nó được đổi tên một lần nữa thành Dekabrist (Декабрист) vào ngày 5 tháng 7 năm 1948. Nó được cho ngừng hoạt động vào ngày 20 tháng 2 năm 1953 và được tháo dỡ sau đó.

## Danh sách thuyền trưởng
- Thiếu tá Matsuro Eguchi (sĩ quan trang bị trưởng): 15 tháng 11 năm 1932 - 30 tháng 1 năm 1933; thăng Trung tá 1 tháng 12 năm 1932
- Trung tá Matsuro Eguchi: 30 tháng 1 năm 1933 - 1 tháng 8 năm 1934
- Trung tá Heitaro Edo: 1 tháng 8 năm 1934 - 21 tháng 11 năm 1935
- Trung tá Masami Ban: 21 tháng 11 năm 1935 - 1 tháng 12 năm 1936
- Thiếu tá Yoshio Inoue: 1 tháng 12 năm 1936 - 13 tháng 7 năm 1937
- Thiếu tá Katsuo Shiba: 13 tháng 7 năm 1937 - 1 tháng 12 năm 1937
- Trung tá Sadaichi Mizobatane: 1 tháng 12 năm 1937 - 1 tháng 12 năm 1938
- Thiếu tá Jiro Okamoto: 1 tháng 12 năm 1938 - 15 tháng 10 năm 1939
- Thiếu tá Michio Oka: 15 tháng 10 năm 1939 - 15 tháng 10 năm 1940
- Thiếu tá Risaku Hayashi: 15 tháng 10 năm 1940 - 25 tháng 9 năm 1941; thăng Trung tá 15 tháng 11 năm 1940
- Thiếu tá Hagumu Ishii: 25 tháng 9 năm 1941 - 13 tháng 8 năm 1942
- Thiếu tá Shunsaku Kudo: 13 tháng 8 năm 1942 - 10 tháng 12 năm 1942
- Thiếu tá Takuji Mori: 10 tháng 12 năm 1942 - 25 tháng 11 năm 1943
- Trung tá Eikichi Fukushima: 25 tháng 11 năm 1943 - 18 tháng 7 năm 1945
- Thiếu tá Hajime Sonozuki: 18 tháng 7 năm 1945 - 15 tháng 8 năm 1945